# ژان دوم کازیمیر واسا

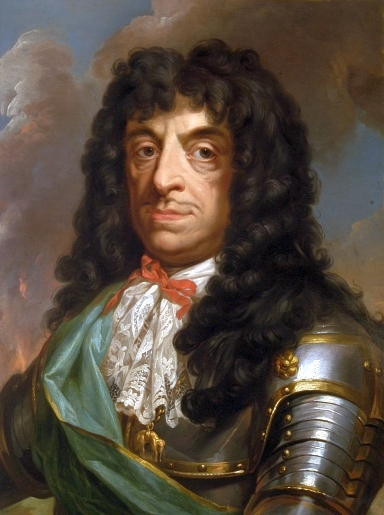
پرتره ژان دوم کازیمیر واسا

## دوره حکومت
ژان کازیمیر در ۱۶۴۸ میلادی به جای برادرش به عنوان شاه لهستان برگزیده شد. دوره حکومت او به جنگ با روسیه و سوئد سپری شد. این جنگ‌ها خسارات زیادی برای کشور به بار آورد. در ۱۶۶۰ میلادی، ژان کازیمیر از سوی سوئدی‌ها وادار شد که در امضای پیمان صلح، ادعای خود نسبت به تاج و تخت سوئد را که پیشینه آن به نیم قرن پیش بازمی‌گشت، فروگذارد و تسلط سوئد بر لیوونی و شهر ریگا را به رسمیت بشناسد.
در ۱۶ سپتامبر ۱۶۶۸ میلادی ، ژان کازیمیر از سلطنت کناره‌گیری کرد و به فرانسه رفت. او در آنجا به فرقه یسوعیان پیوست و سرانجام در سال ۱۶۷۲ درگذشت. از آنجا که او آخرین عضو باقی‌مانده خاندان واسا به شمار می‌رفت، حکومت این خاندان بر لهستان به پایان رسید.